# 自由委任
自由委任（德語：Freies Mandat）或稱代表委任（法語：Mandat représentatif）、法定代表制，是指國會議員在選出後以自由意志擔任法定職務，即代表全國人民委任，而非原選區代表；於議會內其言論及表決，不受選區訓令約束，原選區選民亦不能罷免之。

## 概要
自由委任濫觴於英國。1745年，議員華特·楊格（Walter Yonge）在下議院主張代議士為全國國民代表，不受選區訓令約束；1774年，著名政治家埃德蒙·伯克在布里斯托演講也做相同主張。並於《1832年改革法案》施行後，擴大民眾選舉、強化代議政治基礎，強制委任遂走入歷史。
《法國1791年憲法》：「各郡選出議員不是該郡代表，而是全體國民代表，不受委任拘束。」此後歐美各國多採自由委任為通說，議員對外享有免責權，不受原選區拘束，一律交由國會自律。
《美利堅合眾國憲法》第一條第六項：「各該院（指參眾兩院）議員不因其在議院內所發表之言論而於議院外受詢。」
《德意志聯邦共和國基本法》第三十八條第一項：「（德意志聯邦議會）議員為全體人民之代表，不受命令與訓令之拘束，只服從其良心。」
《法蘭西第五共和國憲法》第二十七條：「所有強制委任無效。」
蓋因代議民主制需折衝協調，若事事請示原選區、堅持己見，勢必無法達成共識，反不利於法案、政策推行。

## 特例

### 德國
依據《聯邦議會選舉法》第46條，議員資格除放棄、選舉無效或選舉結果重新認定而喪失外，德国联邦宪法法院宣告違憲解散的政黨，該黨籍議員亦喪失資格，此為「防禦性民主」（Defensive Democracy）下之例外。

### 日本
《日本國憲法》第四十三條：「兩議院（指參眾兩院）由代表全體國民的當選議員組織之。」第五十一條：「兩議院議員在院內所為之演說、討論或表決，對院外不負責任。」但《公職選舉法》第九十九條之二卻規定，比例代表制選出議員，因其黨籍變更（除名、脫黨）情形而喪失資格，大多認為這部份違憲。

### 中華民國
《中華民國憲法》依據孫中山先生創立中華民國之遺教而制定，採五權分立與直接民權。大法官會議釋字第76號解釋曾謂：「就憲法上之地位及職權之性質而言，應認國民大會、立法院、監察院共同相當於民主國家之國會。」惟經數次修憲後，以立法院為唯一中央民意代表機關。
《中華民國憲法增修條文》規定，僑居國外國民及全國不分區名額，採政黨比例方式選出之。起初《公職人員選舉罷免法》僅規定：「全國不分區、僑居國外國民選舉之當選人，不適用罷免之規定。」在大法官會議解釋後，修改增訂：「全國不分區、僑居國外國民選出之中央公職人員，在就職後喪失其所屬政黨黨籍者，喪失其中央公職人員資格。」釋字第331號解釋理由書說明如下：
|  | 按政黨比例方式選出僑居國外國民及全國不分區中央民意代表之規定，旨在使中央民意機關有部分代表，於行使職權時，不為地區民意所侷限，而能體察全國民意之所在，發揮維護國家整體利益之功能；並使政黨在其所得選票總數比例分配之全國不分區當選名額內，選出才德俱優，聲譽卓著之黨員任中央民意代表，為國家民主憲政建設，貢獻其心力。惟此種民意代表既係由所屬政黨依其得票比例分配名額而當選，如喪失其所由選出之政黨黨員資格時，即失其當選之基礎，自應喪失其中央民意代表之資格（參照司法院大法官審理案件法第三十條第一項，關於被宣告解散之政黨，其依政黨比例方式產生之民意代表喪失其資格之規定），方符憲法增設此一制度之本旨。 |
自此，僑居國外國民及全國不分區中央民意代表從自由委任轉為非純粹自由委任性質。並另於釋字第499號解釋理由書中闡明：
|  | 按現代民主國家固多採自由委任而非強制委任，即民意代表係代表全國人民，而非選區選民所派遣，其言論表決對外不負責任，原選區之選民亦不得予以罷免，但非謂民意代表行使職權因此全然不受公意或所屬政黨之約束，況且我國憲法明定各級民意代表均得由原選舉區罷免之（憲法第一百三十三條及本院釋字第四○一號解釋），與多數歐美國家皆有不同，就此而言，亦非純粹自由委任。 |

## 外部連結
- 釋字第331號 - 司法院大法官（繁體中文）
- 釋字第499號 - 司法院大法官（繁體中文）
- （日語）